# Сервий Корнелий Малугинский (консул 485 года до н. э.)
Сервий Корнелий Малугинский (лат. Servius Cornelius Maluginensis) — римский политик и военачальник, консул 485 года до н. э.
Первый известный представитель Корнелиев Малугинских, ветви рода Корнелиев. Консул 485 года до н. э. вместе с Квинтом Фабием Вибуланом. Диодор Сицилийский называет их Фабием Сильваном и Корнелием Трикостом. Некоторые историки предполагают, что Корнелий носил агномен Трикост, другие считают, что Диодор просто ошибся.
По словам Дионисия Галикарнасского, оба консула были ещё молоды для этой должности, но по своей знатности, богатству и количеству сторонников являлись одними из самых выдающихся аристократов. В год их консульства был осужден за преступление против отечества и казнен Спурий Кассий, предлагавший в интересах плебеев земельный закон.
По сообщению Дионисия, Корнелий совершил набег на земли вейентов и вернулся с добычей, а когда из Вей прибыли послы, заключил с ними годичное перемирие и отпустил пленных за выкуп. Поскольку народ был разгневан на патрициев из-за расправы над Кассием, аристократы решили подстраховаться и выставили на консульских выборах надежных кандидатов — Цезона Фабия и Эмилия Мамерка. Поскольку при консолидированном голосовании первых (патрицианских) центурий простой народ не мог изменить результаты выборов, плебеи вообще отказались в них участвовать и покинули Марсово поле.
Сыном Корнелия был Луций Корнелий Малугинский Уритин (консул 459 года до н. э.), а внуком — Марк Корнелий Малугинский (член второй коллегии децемвиров).